# Polycope helgolandica
Polycope helgolandica är en kräftdjursart som beskrevs av Walter Klie 1936. Polycope helgolandica ingår i släktet Polycope, och familjen Polycopidae. Arten har ej påträffats i Sverige.